# Energia grigia
L'energia grigia è la quantità di energia necessaria per produrre, trasportare fino al luogo di utilizzo, e smaltire un prodotto o un materiale o per assicurare un servizio. L'energia grigia può essere anche chiamata "energia virtuale", "energia congelata" o "energia nascosta" ( in inglese: embodied energy).
Generalmente, con il termine energia grigia si indica una metodologia per valutare l'ammontare totale dell'energia utilizzata nel corso dell'intera vita del prodotto: estrazione delle materie prime, trasporto, trasformazione, montaggio, installazione, come pure la demolizione e lo smaltimento. Alcune metodologie puntano a esprimere l'energia grigia in termini di consumo di petrolio necessario; altre metodologie valutano l'energia grigia in termini di quantità di luce solare che viene utilizzata nei processi ecologici.
Il Code for Sustainable Homes inglese e il LEED Leadership in Energy and Environmental Design americano sono gli standard secondo i quali viene valutata, insieme ad altri fattori, l'energia grigia di un prodotto o di un materiale, per misurare l'impatto ambientale di una costruzione. L'energia grigia è un concetto nuovo, sul quale gli scienziati non hanno ancora raggiunto un accordo generale riguardo ai valori calcolati poiché ci sono molte variabili da considerare, ma la maggior parte concordano sul fatto che i prodotti possono essere confrontati fra di loro per decidere quali abbiano una quantità maggiore o minore di energia grigia. Tabelle comparative (ad esempio, vedi la Bath University Embodied Energy & Carbon Material Inventory in bibliografia) riportano valori medi assoluti, e spiegano quali sono i fattori che sono stati presi in considerazione nel compilarla. Le unità di misura tipicamente usate sono il MJ/kg (megajoule di energia necessaria a ottenere un chilogrammo di prodotto) e il tCO2 (tonnellate di anidride carbonica liberata dall'energia necessaria a produrre un chilogrammo di prodotto).  La conversione da MJ a tCO2 non è automatica, poiché i differenti tipi di energia (da petrolio, eolica, solare, nucleare e così via) producono quantità differenti di anidride carbonica, per cui la quantità effettiva di anidride carbonica liberata durante la produzione di un oggetto dipende dal tipo di energia utilizzata nel processo produttivo. Tuttavia, il sito di ricerca del Governo australiano (vedi il link al CSIRO sotto) fornisce una media di 0.098tCO2 = 1GJ, che equivale a 1MJ = 0.098kgCO2 = 98gCO2 o 1kgCO2 = 10.204MJ.

## Metodologie per la valutazione dell'energia grigia
Differenti metodologie usano differenti griglie di dati per calcolare l'energia grigia dei prodotti e servizi della natura e dell'attività antropica. Non vi è ancora consenso internazionale sull'appropriatezza delle griglie di dati e delle metodologie di calcolo. Questa difficoltà può provocare un'ampia variazione nella valutazione dell'energia grigia di ogni tipo di materiale. In assenza di un ampio database pubblico e globale, aggiornato dinamicamente, il calcolo dell'energia grigia potrebbe trascurare dati importanti riguardo, ad esempio, la costruzione e manutenzione di strade e autostrade in ambiente rurale necessarie a trasportare un prodotto, i servizi di promozione e pubblicità svolti dall'uomo, i servizi non svolti dall'uomo e simili. Omissioni di questo tipo potrebbero essere fonte di significativi errori metodologici nella stima dell'energia grigia (Lanzen 2001). Senza una stima e una dichiarazione del margine di errore di una stima dell'energia grigia, è difficile calibrare l'indice di sostenibilità e il valore teorico di qualsiasi materiale, processo o servizio.

## Utilizzo del concetto di energia grigia
Il concetto di energia grigia è molto importante per la valutazione degli impatti ambientali di un prodotto o di una soluzione e costituisce il concetto base per studi e valutazioni in campo energetico si veda per esempio (Puglia 2013).